# الضفدع المغلي

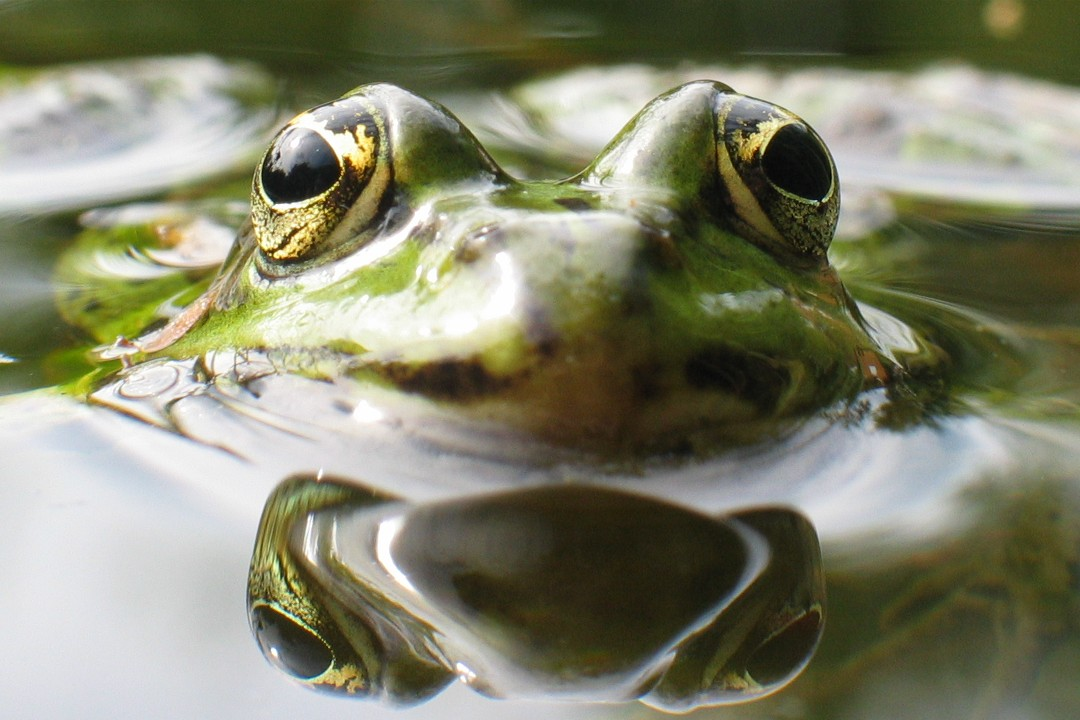
صورة لضفدع في الماء

الضفدع المغلي هو مصطلح يشير إلى قصة شائعة تقول بأن الضفدع سوف يقفز فوراً عندما يوضع في ماء حار. بينما إذا وضِع في الماء وهو معتدل الحرارة ثم تم تسخينه ببطء فإن الضفدع لن يقفز وسيبقى في الماء حتى بعدما يصير حاراً جداً لأنه لن يشعر بالخطر التدريجي الحاصل وبذلك يموت عندما تبلغ درجة حرارة الماء قدراً مميتاً.
الفكرة هنا تصف عملية غلي الضفدع وغياب ردة فعله على هذه العملية لأن الأمر يتم على شكل تغير تدريجي بطيء. ويستعمل المصطلح لتفسير ردود أفعال الناس على التغيرات الهامة التي تحدث لهم أو لمن حولهم حيث تستخدم كمثل لعدم قدرة الناس على التعامل مع التغييرات السلبية التي تحدث ببطء وبشكل غير ملحوظ.
من ناحية الدقة العلمية فقد قام بعض  علماء الأحياء المعاصرين بدراسة هذه القصة ووجدوا أن الضفدع المغمور في الماء سيحس بالخطر عندما يصبح الماء حار جداً وسيقفز منه.[بحاجة لمصدر]
هذه النظرية تذكر في التعابير المجازية، والجوهر منها هو أن الناس يجب عليهم أن يكونوا حذرين من التغييرات التدريجية السلبية التي تحصل لهم حتى لا يعانوا من خسائر مفجعة بعد فوات الأوان. وتستخدم هذه القصة في وقائع عديدة ولأسباب مختلفة لتوضيح وجهات النظر.

## وصلات خارجية
- ضفدع مغلي (باللغة الإنكليزية)